# Direct Rail Services

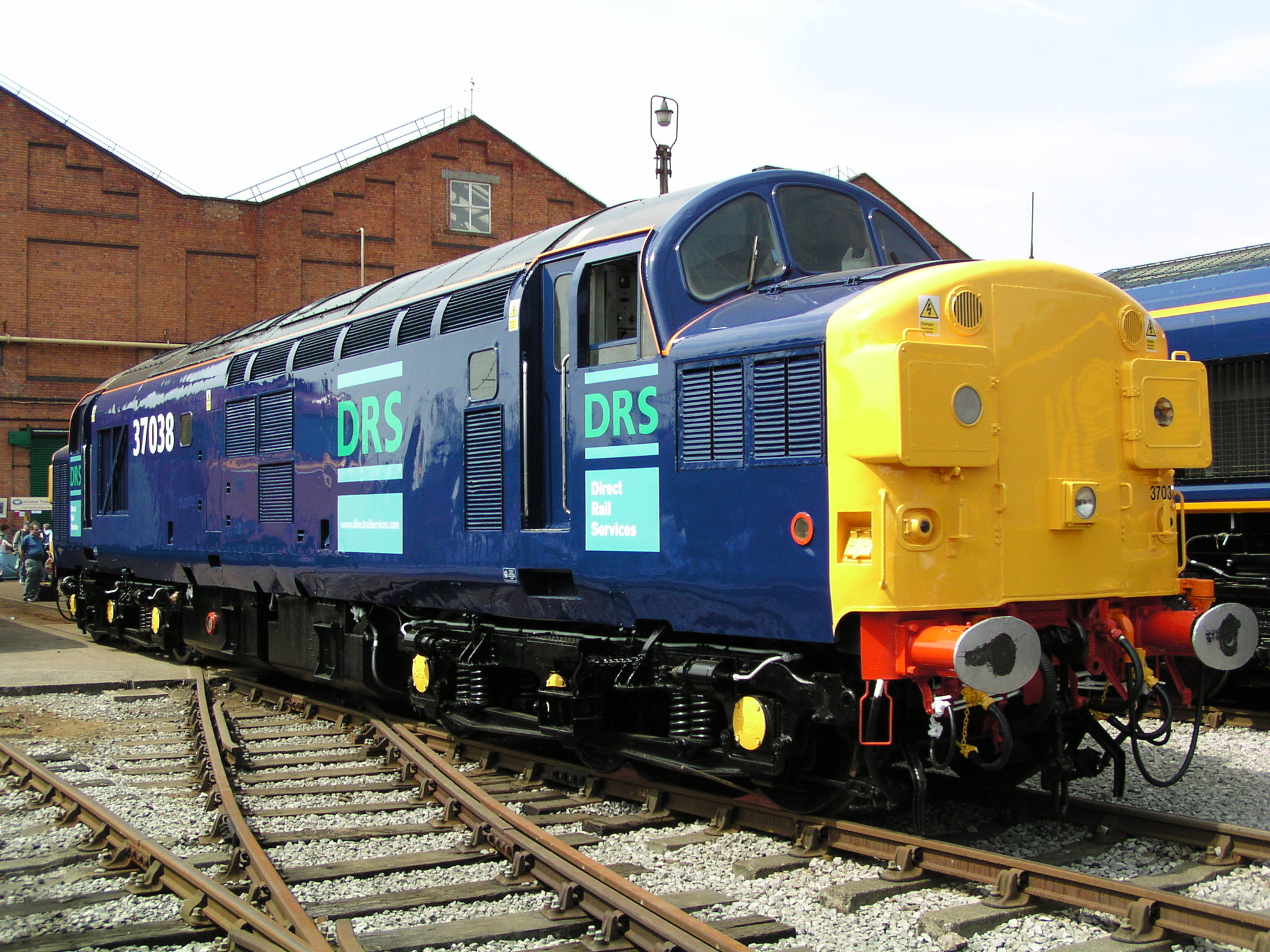
Dieselelektrische Lokomotive der Baureihe Class 37 von DRS

Direct Rail Services Ltd, abgekürzt DRS, ist eine britische Eisenbahngesellschaft, die Güterverkehr anbietet. Das Unternehmen wurde 1995 durch British Nuclear Fuels zum Transport radioaktiver Stoffe gegründet und zum 1. April 2005 durch die Nuclear Decommissioning Authority übernommen.

## Unternehmen Direct Rail Services Ltd.
Für den Brennstoffkreislauf der britischen Kernkraftwerke spielte die Staatsbahn British Rail seit 1962 eine große Rolle, da ihr unter anderem der Transport von Brennelementen zwischen den Kraftwerken und den Wiederaufarbeitungsanlagen THORP und B205 in Sellafield zufiel. Bei der als Vorbereitung für die Privatisierung erfolgten Aufteilung von British Rail in verschiedene, weitgehend selbständig agierende Geschäftsbereiche wurden diese Transporte dem Geschäftsbereich "TransRail" zugeschlagen.
Um nicht an ein Transportunternehmen gebunden zu sein und zudem neue Geschäftsfelder erschließen zu können, gründete die staatliche British Nuclear Fuels plc. 1995 mit Direct Rail Services Ltd (DRS) eine eigene Bahngesellschaft, die im Februar 1996 den Betrieb aufnahm und als Konkurrent zu "TransRail" auftrat.
Zum 1. April 2005 wechselte DRS in das Eigentum der neu gegründeten Nuclear Decommissioning Authority. Hauptaufgabe dieser staatlichen Gesellschaft ist die Aufsicht über die Stilllegung, Reinigung und Demontage bestimmter Nuklearanlagen in Großbritannien.

## Verkehrsleistungen

### Radioaktives Material

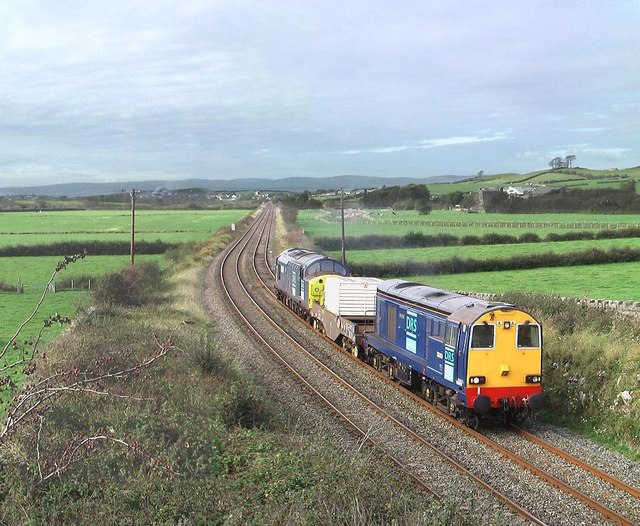
Beförderung radioaktiver Abfälle durch DRS, vorn eine Class-20-Lokomotive

Der Transport radioaktiven Material ist das Hauptgeschäftsfeld der Direct Rail Services Ltd (DRS). In den ersten Jahren nach der Gründung beschränkten sich die von DRS durchgeführten Transporte jedoch weitgehend auf den Bereich der Grafschaft Cumbria, da die Verbindungen zwischen den Kraftwerken und Sellafield weiterhin durch den seit 1996 privatisierten und in die English, Welsh & Scottish Railway (EWS) aufgegangenen ehemaligen British Rail-Geschäftsbereich "TransRail" durchgeführt wurden. DRS hatte 1996 lediglich die bei Bedarf zwischen dem Hafen Barrow-in-Furness und Sellafield abgewickelten Transporte ausländischer, aufzuarbeitender Brennelemente, die wöchentliche Zuführung von Chemikalien aus Runcorn nach Sellafield sowie die regelmäßige Beförderung radioaktiver Abfälle zwischen Sellafield und dem nahegelegenen Endlager in Drigg übernommen.
Ab 1999 liefen sukzessive die bestehenden Verträge zwischen den Kraftwerksbetreibern und der English, Welsh & Scottish Railway (EWS) aus. DRS konnte diese Transporte übernehmen und EWS de facto aus diesem Geschäftsfeld verdrängen. Nach einem festen Fahrplan werden etwa wöchentlich – somit deutlich häufiger als die deutschen Castor-Transporte – Verbindungen zwischen den britischen Kernkraftwerken und Sellafield angeboten.

### Container
Im Februar 2001 nahm DRS im Auftrag der Spedition Malcolm Group eine regelmäßige Zugverbindung zum Transport von Containern und Wechselbehältern zwischen dem schottischen Grangemouth und Daventry nahe Rugby auf. Zunächst wurden zwei Züge pro Richtung und Woche angeboten. Dieses Angebot wurde mittlerweile auf sechs Züge pro Richtung und Woche ausgedehnt.
Weitere Containertransporte bietet DRS seit 16. September 2003 zwischen dem Freightliner-Terminal in Coatbridge nahe Glasgow und Daventry an. Auch diese, fünfmal pro Woche und Richtung erbrachten Leistungen erfolgen im Auftrag der Malcolm Group. Wiederum im Auftrag der Malcolm Group besteht seit 2004 auch eine DRS-Zugverbindung zum Containertransport zwischen Grangemouth und Aberdeen.
Ende 2004 gab DRS die Einrichtung einer täglichen Containerzugverbindung zwischen Daventry und dem Containerhafen Thamesport in Kent bekannt.
Seit 8. Mai 2005 befördert DRS auch Containerzüge zwischen Ditton, einem Terminal nahe Widnes, und dem Hafen Purfleet in Essex. Nutzer dieser werktags angebotenen Verbindung sind die Speditionen AHC (Warehousing) Ltd and Novatrans UK.

### Andere Leistungen
1997 führte DRS einen Probeverkehr für die Spedition Tankfreight aus Harrogate durch. Über einen Zeitraum von vier Wochen wurden mit Milch beladene LKW-Sattelauflieger per Bahn von Penrith in der Grafschaft Cumbria nach Cricklewood, einem Stadtteil Londons, befördert. Ein langfristiger Transportauftrag ergab sich daraus jedoch nicht.
In mehreren Jahren stellte DRS Lokomotiven und Personal für Unternehmen, die im Auftrag der Schienen-Infrastrukturbetreiber Railtrack und Network Rail mittels mit Sprühvorrichtungen versehenen Waggons das Wachstum von Unkraut im Gleisbett verhindern.

## Triebfahrzeuge

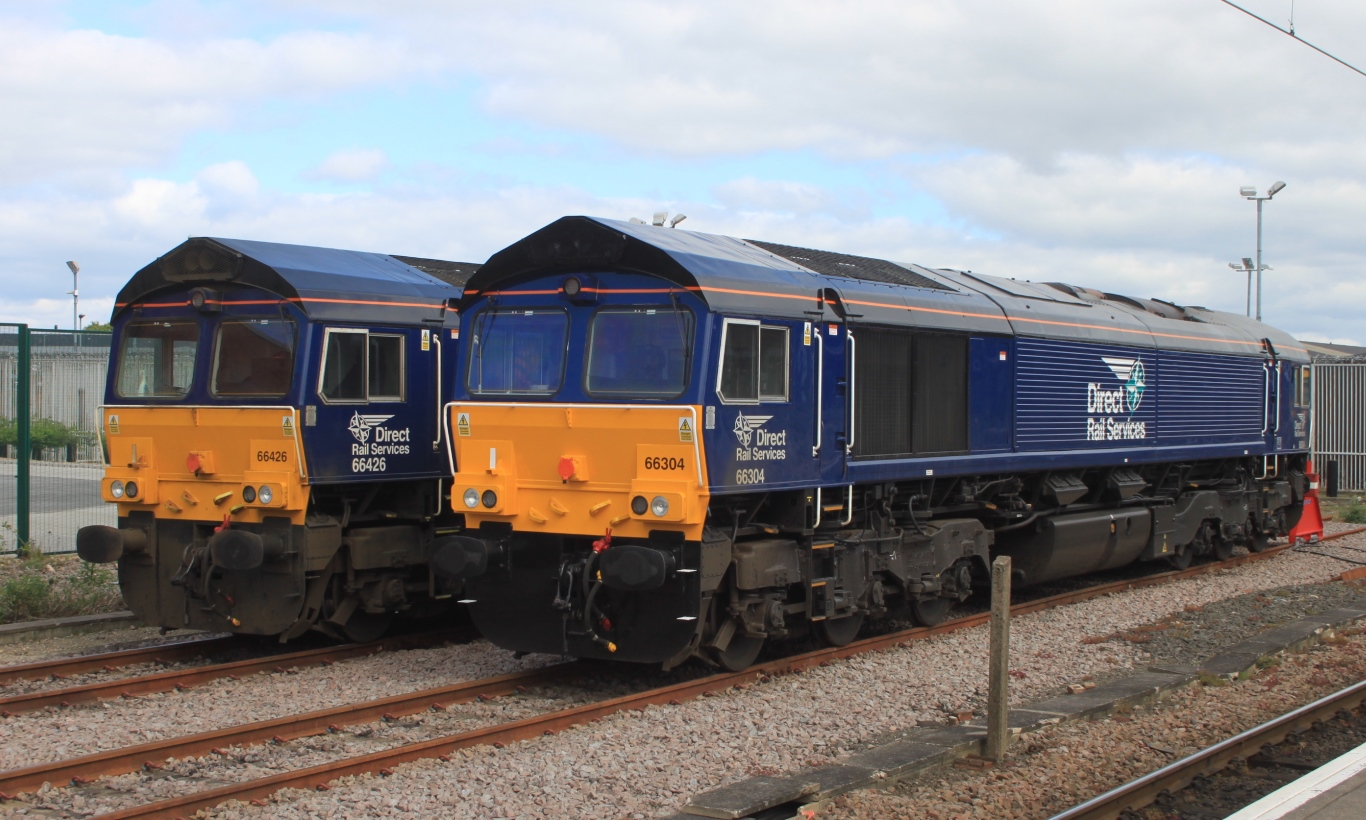
Zwei DRS-Diesellokomotiven der Baureihe Class 66

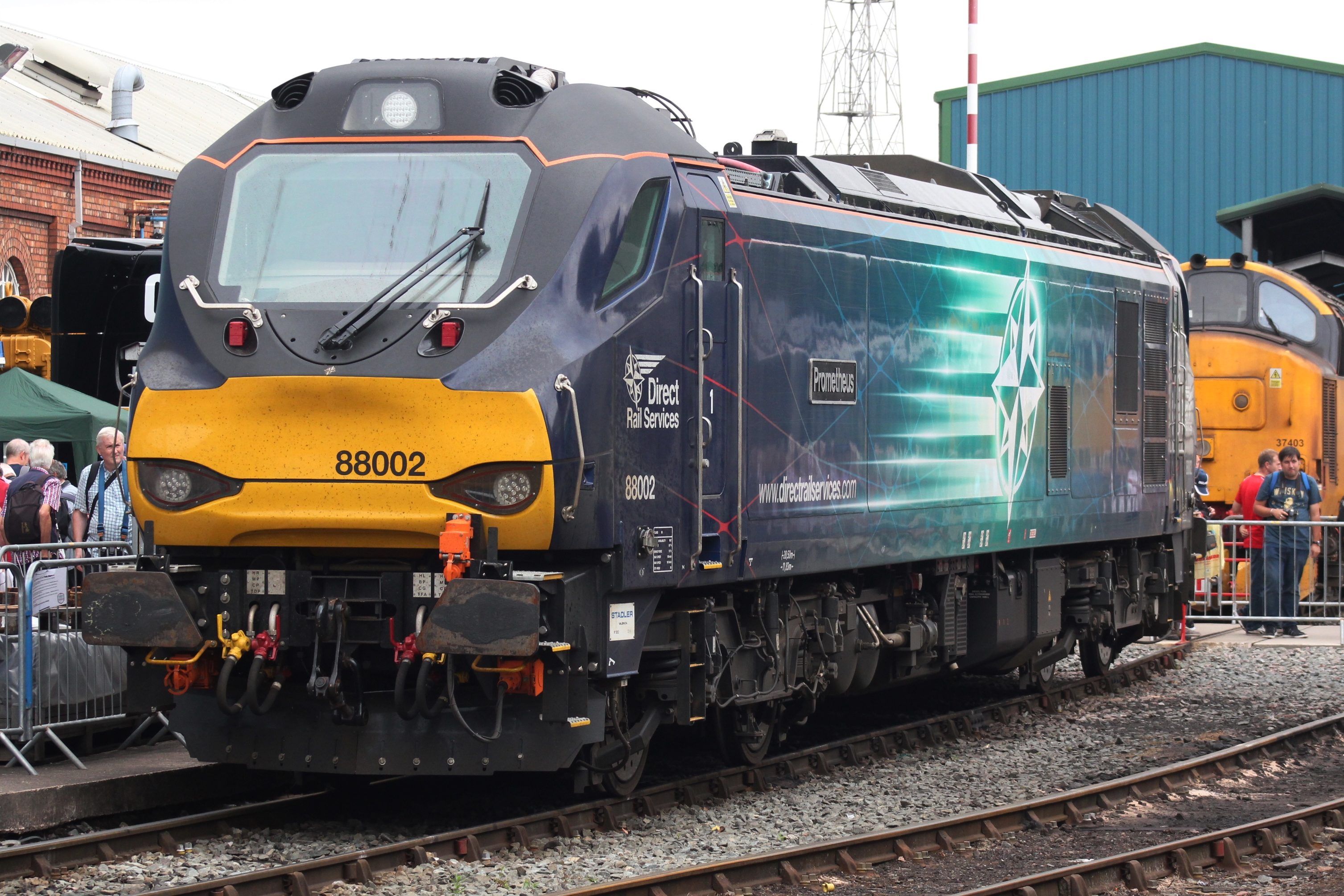
Die zehn Class 88 des Typs Stadler Eurodual sind kombinierte Diesel- und elektrische Lokomotiven

DRS verfügt derzeit über rund 50 einsatzfähige Lokomotiven. In den Anfangsjahren des Unternehmens schied die Beschaffung fabrikneuer Lokomotiven aus finanziellen Gründen aus. Zugleich waren die privatisierten Geschäftsbereiche der früheren Staatsbahn British Rail nicht bereit, dem Konkurrenzunternehmen Fahrzeuge zu verkaufen. Die ersten Triebfahrzeuge beschaffte der DRS daher von einem beim Bau des Eurotunnels beteiligten Bauunternehmen. Weitere Lokomotiven konnten von der Eurostar Group Ltd übernommen werden, nachdem deren Pläne, Nachtzüge anzubieten, scheiterten.
Mit dem Einstieg in den Containertransport orderte DRS jedoch fabrikneue Lokomotiven. Zehn von General Motors-EMD beschaffte Großdiesellokomotiven des Typs JT42CWR (Baureihe "Class 66") stehen seit 2003 zur Verfügung. Eine dieser Lokomotiven trägt die Unternehmensfarben und -beschriftung des DRS-Großkunden Malcolm Group.
| Einsatzfähige Lokomotiven   |                  |         |        |          |                                   |        |
| Baureihe                    | Typ              | Baujahr | Anzahl | Leistung | V/max                             | F/max  |
| Class 20                    | Diesellokomotive | ab 1957 | 15     | 745 kW   | 120 km/h                          | 187 kN |
| Class 33                    | Diesellokomotive | ab 1960 | 3      | 906 kW   | 96 km/h (2 Loks) 136 km/h (1 Lok) | 200 kN |
| Class 37 (Serie Class 37/0) | Diesellokomotive | ab 1960 | 10     | 1.300 kW | 128 km/h                          | 245 kN |
| Class 37 (Serie Class 37/5) | Diesellokomotive | ab 1960 | 1      | 1.300 kW | 128 km/h                          | 248 kN |
| Class 37 (Serie Class 37/6) | Diesellokomotive | ab 1960 | 8      | 1.300 kW | 144 km/h                          | 245 kN |
| Class 47                    | Diesellokomotive | ab 1962 | 4      | 1.920 kW | 153 km/h                          | 267 kN |
| Class 66                    | Diesellokomotive | ab 2003 | 10     | 2.385 kW | 120 km/h                          | 409 kN |